# Misha Romanova
 (janvier 2022).
La mise en forme du texte ne suit pas les recommandations de Wikipédia : il faut le « wikifier ».
Les points d'amélioration suivants sont les cas les plus fréquents :
- Les titres sont pré-formatés par le logiciel. Ils ne sont ni en capitales, ni en gras.
- Le texte ne doit pas être écrit en capitales (les noms de famille non plus), ni en gras, ni en italique, ni en « petit »…
- Le gras n'est utilisé que pour surligner le titre de l'article dans l'introduction, une seule fois.
- L'italique est rarement utilisé : mots en langue étrangère, titres d'œuvres, noms de bateaux, etc.
- Les citations ne sont pas en italique mais en corps de texte normal. Elles sont entourées par des guillemets français : « et ».
- Les listes à puces sont à éviter, des paragraphes rédigés étant largement préférés. Les tableaux sont à réserver à la présentation de données structurées (résultats, etc.).
- Les appels de note de bas de page (petits chiffres en exposant, introduits par l'outil «  Source ») sont à placer entre la fin de phrase et le point final[comme ça].
- Les liens internes (vers d'autres articles de Wikipédia) sont à choisir avec parcimonie. Créez des liens vers des articles approfondissant le sujet. Les termes génériques sans rapport avec le sujet sont à éviter, ainsi que les répétitions de liens vers un même terme.
- Les liens externes sont à placer uniquement dans une section « Liens externes », à la fin de l'article. Ces liens sont à choisir avec parcimonie suivant les règles définies. Si un lien sert de source à l'article, son insertion dans le texte est à faire par les notes de bas de page.
- La présentation des références doit suivre les conventions bibliographiques. Il est recommandé d'utiliser les modèles {{Ouvrage}}, {{Chapitre}}, {{Article}}, {{Lien web}} et/ou {{Bibliographie}}. Le mode d'édition visuel peut mettre en forme automatiquement les références.
- Insérer une infobox (cadre d'informations à droite) n'est pas obligatoire pour parachever la mise en page.

Pour une aide détaillée, merci de consulter Aide:Wikification.
Si vous pensez que ces points ont été résolus, vous pouvez retirer ce bandeau et améliorer la mise en forme d'un autre article.
 (janvier 2022).
Si vous disposez d'ouvrages ou d'articles de référence ou si vous connaissez des sites web de qualité traitant du thème abordé ici, merci de compléter l'article en donnant les références utiles à sa vérifiabilité et en les liant à la section « Notes et références ».
 (janvier 2022).
Misha Romanova, (en ukrainien : Міша Романова), de son vrai nom Nataliya Volodomirivna Mogilinets, née le 3 août 1990 à Kherson en Ukraine, est une chanteuse ayant remporté l'émission « Khotchu u VIA Gru » (Хочу у ВІА Гру) devenant une des membres du groupe russo-ukrainien VIA Gra reformé en 2013 par Konstantin Meladze.

## Biographie
Misha est née le 3 août 1990 à Kherson.
Petite, Misha pouvait difficilement parler avec les personnes autour d'elle car elle est atteinte de bégaiement. Les médecins conseillent vivement à ses parents de lui donner des cours de chant. Rapidement, elle se découvre un talent pour le chant et peut ainsi s'exprimer en musique.
En 2001, elle rejoint une chorale pour enfant dans sa ville natale. Au début, elle chantait dans un groupe, mais décide rapidement de chanter en solo. Misha commence à participer à des compétitions régionales.
En 2007, Misha rejoint l'Académie municipale de Kiev du cirque et de la variété des Arts dont elle ressort diplômée en 2012.

## Carrière

### VIA Gra

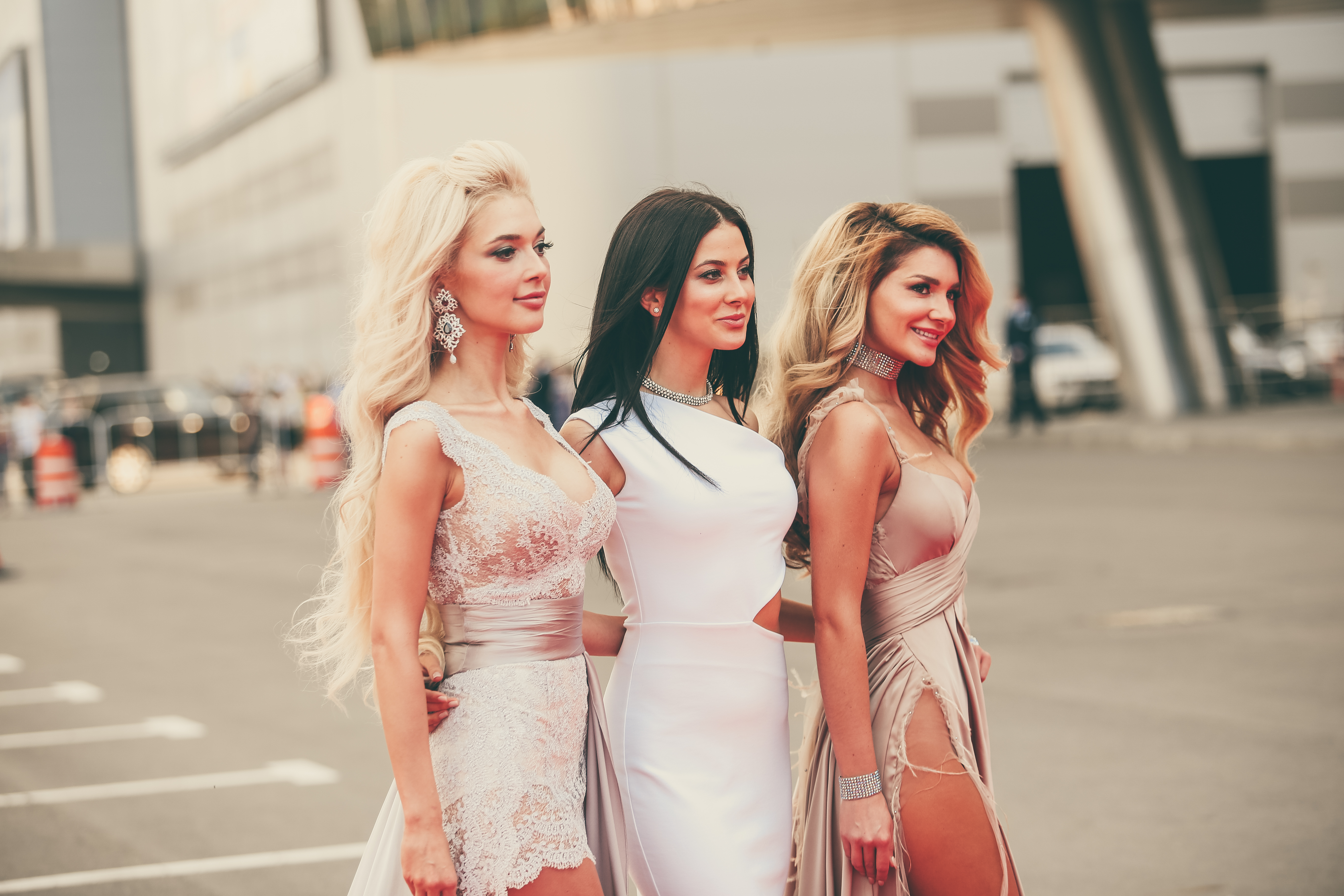

En 2013, Konstantin Meladze décide de reformer le groupe légendaire VIA Gra après que Dmitry Kostyuk eut lui-même reformé son propre groupe du même nom. Les deux anciens producteurs du groupe se mène une guerre sur les droits du nom ainsi deux groupes aux solistes différentes voient le jour.
Pour trouver de nouvelles solistes, Konstantin Meladze décide de lancer une audition pour l'émission « Khotch u « VIA Gru » » dans laquelle le public choisira les nouvelles chanteuses qui formeront le groupe. Les coach ne sont autres que les anciennes solistes du groupe.
Misha passe l'audition et se retrouve parmi les candidates sélectionnées pour passer devant le grand public russe, ukrainien et kazakh. Lors de l'émission, Misha rencontre Erika Gertseg et Anastasia Kojevnikova qui feront équipe ensemble avec comme coach, l'ex soliste Nadejda Granovskaya.
Les trois jeunes femmes se hissent jusqu'en finale ou elles présentent la chanson « Peremirie » et remportent l'émission. Cette victoire fait d'elles les nouvelles solistes du groupe VIA Gra Meladze. Le groupe de Konstantin Meladze remporte un plus grand succès que celui de Dmitry Kostyuk.

## Discographie
Avec le groupe VIA Gra, dont la composition est, à cette époque, Erika Gerceg, Anastasia Kozhevnikova, Misha Romanova

### Chansons
- 2013 : Peremirie  (Перемирие)
- 2014 : U menya poyavilsya drugoï (avec Vakhtang) (У меня появился другой)
- 2014 : Kisporod (Avec Mot) (Кислород)
- 2015 : Eto bylo prekrasno (Avec Mot) (Это было прекрасно)

### Clips
- 2013 : Peremirie
- 2014 : U menya poyavilsya drugoï
- 2014 : Kisporod